# Ogonek
| ˛                          | ˛                    |
| Diakritische Zeichen       | Diakritische Zeichen |
| Bezeichnung                | Zeichen              |
| -------------------------- | -------------------- |
| Akut, einfach              | ◌́                    |
| Akut, doppelt              | ◌̋                    |
| Breve, darüber             | ◌̆                    |
| Breve, darunter            | ◌̮                    |
| Cedille, darunter          | ◌̧                    |
| Cedille, darüber           | ◌̒                    |
| Gravis, einfach            | ◌̀                    |
| Gravis, doppelt            | ◌̏                    |
| Haken                      | ◌̉                    |
| Hatschek                   | ◌̌                    |
| Horn                       | ◌̛                    |
| Komma, darunter            | ◌̦                    |
| Koronis                    | ◌̓                    |
| Makron, darüber            | ◌̄                    |
| Makron, darunter           | ◌̱                    |
| Mittelpunkt                | ·                    |
| Ogonek                     | ◌̨                    |
| Punkt, darüber             | ◌̇                    |
| Punkt, darunter            | ◌̣                    |
| Querstrich                 | ◌̶                    |
| Ring, darüber              | ◌̊                    |
| Ring, darunter             | ◌̥                    |
| diakritischer Schrägstrich | ◌̷                    |
| Spiritus asper             | ◌̔                    |
| Spiritus lenis             | ◌̓                    |
| Tilde, darüber             | ◌̃                    |
| Tilde, darunter            | ◌̰                    |
| Trema, darüber             | ◌̈                    |
| Trema, darunter            | ◌̤                    |
| Zirkumflex                 | ◌̂                    |

Das Ogonek (polnisch für „Schwänzchen“), entsprechend seiner Zeichengestalt auch Krummhaken, ist ein unter anderem in der polnischen und litauischen Sprache verwendetes diakritisches Zeichen.
Im Polnischen zeigt es die Nasalierung eines Vokals an. Zu den polnischen Buchstaben mit Ogonek gehören „ą“ und „ę“. Litauisches „ą“, „ę“, „į“ und „ų“ zeigt in der Standardsprache nur eine Längung des Vokals an.
Das Ogonek wird auch in der älvdalischen Sprache benutzt (ą, ę, į, ų, y̨ und ą̊).
Das O mit Ogonek (Ǫ, ǫ) wird im Altnordischen zur Kennzeichnung U-umgelauter Vokale verwendet und dort meist – analog zum Ę – O caudata genannt (wörtlich „geschwänztes O“).
Auch einige indigene amerikanische Sprachen kennen Buchstaben mit Ogonek, unter anderem:
- Navajo und Apache (ą, ąą, ę, ęę, į, įį, ǫ, ǫǫ),
- Chiricahua und Mescalero  (ą, ąą, ę, ęę, į, įį, ų, ųų),
- Tutchone (ą, ę, į, ų, y̨),
- Gwich’in (ą, ąą, ę, ęę, į, įį, ǫ, ǫǫ, ų, ųų)
- Dogrib (ą, ąą, ę, ęę, ı̨, ı̨ı̨, ǫ, ǫǫ)

Ogonek wird auch zur Wiedergabe des Urslawischen und zur Transliteration des Altkirchenslawischen gebraucht.

## Darstellung auf dem Computer

### Zeichensätze
Im Zeichensatz ASCII kommt das Ogonek nicht vor. In den Zeichensätzen der ISO 8859-Familie kommen ausgewählte Zeichen mit Ogonek vor.
Unicode enthält weitere fertig zusammengesetzte Zeichen mit Ogonek und kann beliebige Zeichen mit Ogonek durch Nachstellen des kombinierenden Ogoneks (Unicode U+0328) darstellen (Beispiel: m̨).
| Zeichen | Name, deutsch                               | Alt Code   | Unicode V3.2, hexadezimal | HTML-Entity |
| ------- | ------------------------------------------- | ---------- | ------------------------- | ----------- |
| ˛       | Ogonek                                      | Alt + 0731 | U+02DB                    | &#731;      |
| Ą       | Großer lateinischer Buchstabe A mit Ogonek  | Alt + 0260 | U+0104                    | &#260;      |
| ą       | Kleiner lateinischer Buchstabe a mit Ogonek | Alt + 0261 | U+0105                    | &#261;      |
| Ę       | Großer lateinischer Buchstabe E mit Ogonek  | Alt + 0280 | U+0118                    | &#280;      |
| ę       | Kleiner lateinischer Buchstabe e mit Ogonek | Alt + 0281 | U+0119                    | &#281;      |
| Į       | Großer lateinischer Buchstabe I mit Ogonek  | Alt + 0302 | U+012E                    | &#302;      |
| į       | Kleiner lateinischer Buchstabe i mit Ogonek | Alt + 0303 | U+012F                    | &#303;      |
| Ǫ       | Großer lateinischer Buchstabe O mit Ogonek  | Alt + 0490 | U+01EA                    | &#490;      |
| ǫ       | Kleiner lateinischer Buchstabe o mit Ogonek | Alt + 0491 | U+01EB                    | &#491;      |
| Ų       | Großer lateinischer Buchstabe U mit Ogonek  | Alt + 0370 | U+0172                    | &#370;      |
| ų       | Kleiner lateinischer Buchstabe u mit Ogonek | Alt + 0371 | U+0173                    | &#371;      |

### TeX und LaTeX
TeX und LaTeX 2.09 haben keinen Befehl für das Ogonek. In LaTeX2e wurde der Befehl \k a neu eingeführt, der ein ą erzeugt. Er setzt die Cork-Kodierung voraus.

### Eingabe
Mit der deutschen Tastaturbelegung E1 und der älteren Belegung T2 wird das Zeichen als Alt Gr+l eingegeben (Merkregel: Der Buchstabe L zeigt genau wie das Ogonek unten nach rechts). Diese Kombination wirkt als Tottaste, d. h. sie ist vor dem Grundbuchstaben einzugeben.